# 道の駅一覧 か行
道の駅 < 道の駅一覧
| あ行 | か行 | さ行 | た行 | な行 | は行 | ま行 | や-わ行 |

日本の道の駅のうち、か行で始まるものの一覧である。
道の駅の記事を書かれる方へ：
道の駅の記事を書いた場合は、この一覧にも書き込んで下さい。
道の駅の記事のフォーマットについては、プロジェクト:道の駅をご覧になるか、すでに投稿されている記事を参考にして下さい。

## か
- 道の駅ガーデンスパ十勝川温泉（ガーデンスパとかちがわおんせん）：北海道
- 道の駅開国下田みなと（かいこくしもだみなと）：静岡県
- 道の駅がいせん桜 新庄宿（がいせんざくら しんじょうしゅく）：岡山県
- 道の駅海南サクアス（かいなんサクアス）：和歌山県
- 道の駅甲斐大和（かいやまと）：山梨県
- 道の駅香りの里たきのうえ（かおりのさとたきのうえ）：北海道
- 道の駅かきのきむら：島根県
- 道の駅柿の郷くどやま（かきのさとくどやま）：和歌山県
- 道の駅かくだ：宮城県
- 道の駅掛合の里（かけやのさと）：島根県
- 道の駅掛川（かけがわ）：静岡県
- 道の駅笠岡ベイファーム（かさおかベイファーム）：岡山県
- 道の駅風早の郷風和里（かざはやのさとふわり）：愛媛県
- 道の駅かさま：茨城県
- 道の駅加治川（かじかわ）：新潟県
- 道の駅鹿島（かしま）：佐賀県
- 道の駅加子母（かしも）：岐阜県
- 道の駅果樹公園 あしがくぼ（かじゅこうえん あしがくぼ）：埼玉県
- 道の駅風の家（かぜのいえ）：岡山県
- 道の駅風の丘米山（かぜのおかよねやま）：新潟県
- 道の駅風のマルシェ 御前崎（かぜのまるしぇ おまえざき）：静岡県
- 道の駅かぞわたらせ：埼玉県
- 道の駅月山（がっさん）：山形県
- 道の駅かづの：秋田県
- 道の駅かつやま：山梨県
- 道の駅かつら：茨城県
- 道の駅かでな：沖縄県
- 道の駅かなん：大阪府
- 道の駅可児ッテ（かにって）：岐阜県
- 道の駅鐘のなるまち・ちっぷべつ（かねのなるまち・ちっぷべつ）：北海道
- 道の駅歌舞伎の里大鹿（かぶきのさとおおしか）：長野県
- 道の駅河北（かほく）：山形県
- 道の駅鹿北（かほく）：熊本県
- 道の駅釜石仙人峠（かまいしせんにんとうげ）：岩手県
- 道の駅かまえ：大分県
- 道の駅かみおか：秋田県
- 道の駅かみこあに：秋田県
- 道の駅かみしほろ：北海道
- 道の駅上平（かみたいら）：富山県
- 道の駅上ノ国もんじゅ（かみのくにもんじゅ）：北海道
- 道の駅上関海峡（かみのせきかいきょう）：山口県
- 道の駅神林（かみはやし）：新潟県
- 道の駅かみみね：佐賀県
- 道の駅上矢作ラ・フォーレ福寿の里（かみやはぎラ・フォーレふくじゅのさと）：岐阜県
- 道の駅かみゆうべつ温泉チューリップの湯（かみゆうべつおんせんちゅーりっぷのゆ）：北海道
- 道の駅花夢里にいつ（かむりにいつ）：新潟県
- 道の駅かもがわ円城（かもがわえんじょう）：岡山県
- 道の駅鴨川オーシャンパーク（かもがわおーしゃんぱーく）：千葉県
- 道の駅カモンパーク新湊（カモンパークしんみなと）：富山県
- 道の駅かよう：岡山県
- 道の駅からむし織の里しょうわ（からむしおりのさとしょうわ）：福島県
- 道の駅ガレリアかめおか：京都府
- 道の駅かわうその里すさき（かわうそのさとすさき）：高知県
- 道の駅かわうち湖（かわうちこ）：青森県
- 道の駅川口・あんぎょう（かわぐち・あんぎょう）：埼玉県
- 道の駅かわさき：岩手県
- 道の駅川辺やすらぎの郷（かわなべやすらぎのさと）：鹿児島県
- 道の駅川根温泉（かわねおんせん）：静岡県
- 道の駅川場田園プラザ（かわばでんえんぷらざ）：群馬県
- 道の駅川俣（かわまた）：福島県
- 道の駅かわもと：埼玉県
- 道の駅香春（かわら）：福岡県
- 道の駅漢学の里しただ（かんがくのさとしただ）：新潟県
- 道の駅願成就温泉（がんじょうじゅおんせん）：山口県
- 道の駅神鍋高原（かんなべこうげん）：兵庫県
- 道の駅歓遊舎ひこさん（かんゆうしゃひこさん）：福岡県
- 道の駅甘楽（かんら）：群馬県

## き
- 道の駅紀伊長島マンボウ（きいながしまマンボウ）：三重県
- 道の駅喜入（きいれ）：鹿児島県
- 道の駅きくがわ：山口県
- 道の駅きくすい：熊本県
- 道の駅象潟（きさかた）：秋田県
- 道の駅木更津 うまくたの里（きさらづ うまくたのさと）：千葉県
- 道の駅紀州備長炭記念公園（きしゅうびんちょうたんきねんこうえん）：和歌山県
- 道の駅木曽川源流の里 きそむら （きそがわげんりゅうのさと） ：長野県
- 道の駅木曽ならかわ（きそならかわ）：長野県
- 道の駅木曽福島（きそふくしま）：長野県
- 道の駅北浦（きたうら）：宮崎県
- 道の駅北浦街道 豊北（きたうらかいどう ほうほく）：山口県
- 道の駅北オホーツクはまとんべつ（きたおほーつくはまとんべつ）：北海道
- 道の駅北方よっちみろ屋（きたかたよっちみろや）：宮崎県
- 道の駅北川はゆま（きたがわはゆま）：宮崎県
- 道の駅きたごう：宮崎県
- 道の駅北信州やまのうち（きたしんしゅうやまのうち）：長野県
- 道の駅喜多の郷（きたのさと）：福島県
- 道の駅北の関宿安芸高田（きたのせきじゅくあきたかた）：広島県
- 道の駅北はりまエコミュージアム（きたはりまえこみゅーじあむ）：兵庫県
- 道の駅北前船 松前（きたまえぶね まつまえ）：北海道
- 道の駅きつれがわ：栃木県
- 道の駅きなはい屋しろかわ（きなはいやしろかわ）：愛媛県
- 道の駅喜名番所（きなばんしょ）：沖縄県
- 道の駅きなりの郷 下北山（きなりのさと しもきたやま）：奈良県
- 道の駅紀の川万葉の里（きのかわまんようのさと）：和歌山県
- 道の駅季の里天栄（きのさとてんえい）：福島県
- 道の駅紀宝町ウミガメ公園（きほうちょうウミガメこうえん）：三重県
- 道の駅厳木（きゅうらぎ）：佐賀県
- 道の駅京都新光悦村（きょうとしんこうえつむら）：京都府
- 道の駅恐竜渓谷かつやま（きょうりゅうけいこくかつやま）：福井県
- 道の駅協和（きょうわ）：秋田県
- 道の駅きよかわ：大分県
- 道の駅清川（きよかわ）：神奈川県
- 道の駅旭志（きょくし）：熊本県
- 道の駅玉露の里（ぎょくろのさと）：静岡県
- 道の駅許田（きょだ）：沖縄県
- 道の駅きょなん：千葉県
- 道の駅キラメッセ室戸（きらめっせむろと）：高知県
- 道の駅きらら あじす：山口県
- 道の駅キララ多伎（きららたき）：島根県
- 道の駅きらら289（きららにーぱーきゅう）：福島県
- 道の駅季楽里あさひ（きらりあさひ）：千葉県
- 道の駅霧島（きりしま）：鹿児島県
- 道の駅霧の森（きりのもり）：愛媛県
- 道の駅きりら坂下（きりらさかした）：岐阜県
- 道の駅錦江にしきの里（きんこうにしきのさと）：鹿児島県
- 道の駅錦秋湖（きんしゅうこ）：岩手県
- 道の駅銀の馬車道・神河（ぎんのばしゃみち・かみかわ）：兵庫県
- 道の駅きんぽう木花館（きんぽうこのはなかん）：鹿児島県

## く
- 道の駅国上（くがみ）：新潟県
- 道の駅区界高原（くざかいこうげん）：岩手県
- 道の駅草津（くさつ）：滋賀県
- 道の駅草津運動茶屋公園（くさつうんどうぢゃやこうえん）：群馬県
- 道の駅くじ：岩手県
- 道の駅くしがきの里（くしがきのさと）：和歌山県
- 道の駅くしま：宮崎県
- 道の駅くしもと橋杭岩：和歌山県
- 道の駅くずまき高原（くずまきこうげん）：岩手県
- 道の駅九頭竜（くずりゅう）：福井県
- 道の駅くちくまの：和歌山県
- 道の駅くつき新本陣（くつきしんほんじん）：滋賀県
- 道の駅六合（くに）：群馬県
- 道の駅くにさき：大分県
- 道の駅くにの松原おおさき（くにのまつばらおおさき）：鹿児島県
- 道の駅くにみ：大分県
- 道の駅公方の郷なかがわ（くぼうのさとなかがわ）：徳島県
- 道の駅熊野・板屋九郎兵衛の里（くまの・いたやくろべえのさと）：三重県
- 道の駅熊野きのくに（くまのきのくに）：三重県　※2015年10月23日より休止中
- 道の駅熊野古道中辺路（くまのこどうなかへち）：和歌山県
- 道の駅熊野・花の窟（くまの・はなのいわや）：三重県
- 道の駅くみはまSANKAIKAN（くみはまさんかいかん）：京都府
- 道の駅くめなん：岡山県
- 道の駅久米の里（くめのさと）：岡山県
- 道の駅くらぶち小栗の里（くらぶちおぐりのさと）：群馬県
- 道の駅グランテラス筑西（ぐらんてらすちくせい）：茨城県
- 道の駅倶利伽羅 源平の郷（くりから げんぺいのさと）：石川県
- 道の駅くりもと：千葉県
- 道の駅グリーンファーム館山（ぐりーんふぁーむたてやま）：千葉県
- 道の駅ぐりーんふらわー牧場・大胡（ぐりーんふらわーぼくじょう・おおご）：群馬県
- 道の駅グリーンロード大和（ぐりーんろーどだいわ）：島根県
- 道の駅くるくる なると：徳島県
- 道の駅ぐるっとパノラマ美幌峠（ぐるっとぱのらまびほろとうげ）：北海道
- 道の駅くるめ：福岡県
- 道の駅クレール平田（くれーるほらた）：岐阜県
- 道の駅黒井山グリーンパーク（くろいさんぐりーんぱーく）：岡山県
- 道の駅クロスウェイなかまち（くろすうぇいなかまち）：奈良県
- 道の駅クロス10十日町（くろすてんとおかまち）：新潟県
- 道の駅クロスロードみつぎ（くろすろーどみつぎ）：広島県
- 道の駅黒之瀬戸だんだん市場（くろのせとだんだんいちば） ：鹿児島県
- 道の駅くろほね・やまびこ：群馬県
- 道の駅くろまつない：北海道
- 道の駅くんま水車の里（くんますいしゃのさと）：静岡県

## け
- 道の駅芸能とトキの里（げいのうとときのさと）：新潟県
- 道の駅硯上の里おがつ（けんじょうのさとおがつ）：宮城県
- 道の駅遣唐使ふるさと館（けんとうしふるさとかん）：長崎県
- 道の駅厳美渓（げんびけい）：岩手県
- 道の駅源平の里むれ（げんぺいのさとむれ）：香川県

## こ
- 道の駅鯉が窪（こいがくぼ）：岡山県
- 道の駅小石原（こいしわら）：福岡県
- 道の駅ごいせ仁摩（ごいせにま）：島根県
- 道の駅恋人の聖地 うたづ臨海公園（こいびとのせいち うたづりんかいこうえん）：香川県
- 道の駅香南楽湯（こうなんらくゆ）：香川県
- 道の駅河野（こうの）：福井県
- 道の駅神戸フルーツ・フラワーパーク大沢（こうべふるーつ・ふらわーぱーくおおぞう）：兵庫県
- 道の駅ごか：茨城県
- 道の駅古今伝授の里やまと（こきんでんじゅのさとやまと）：岐阜県
- 道の駅KOKOくろべ（ここくろべ）：富山県
- 道の駅こさか七滝（こさかななたき）：秋田県
- 道の駅五城目（ごじょうめ）：秋田県
- 道の駅こすげ：山梨県
- 道の駅コスモール大樹（こすもーるたいき）：北海道
- 道の駅ことおか：秋田県
- 道の駅ことなみ：香川県
- 道の駅ことひき：香川県
- 道の駅こどまり：青森県
- 道の駅木の香（このか）：高知県
- 道の駅湖畔の里福富（こはんのさとふくとみ）：広島県
- 道の駅こぶちさわ：山梨県
- 道の駅五木のやかた・かわうえ（ごぼくのやかた・かわうえ）：岐阜県
- 道の駅湖北みずどりステーション（こほくみずどりすてーしょん）：滋賀県
- 道の駅小松オアシス（こまつオアシス）：愛媛県
- 道の駅こまつ木場潟（こまつきばがた）：石川県
- 道の駅こもち：群馬県
- 道の駅菰野（こもの）：三重県
- 道の駅子守唄の里五木（こもりうたのさといつき）：熊本県
- 道の駅ころ柿の里しか（ころがきのさとしか）：石川県
- 道の駅こんぜの里りっとう（こんぜのさとりっとう）：滋賀県
- 道の駅昆虫の里たびら（こんちゅうのさとたびら）：長崎県